# Худобець Михайло Якович
Миха́йло Я́кович Худобець (народився 17 листопада 1938 в селі Жадове Семенівського району Чернігівської області) — радянський і російський інженер-нафтовик, письменник і журналіст українського походження. Автор трьох книг з історії відкриття і освоєння нафтогазових родовищ у Сибіру.

## Життєпис
Народився в сім'ї селянина-бідняка. 1 грудня 1954 р. відрахований з 8 класу середньої школи за несплату грошей за навчання. Вступив до училища механізації сільського господарства, після закінчення якого в 1957 р. призваний до лав Радянської армії.
У 1960—1965 навчався в Томському геологорозвідувальному технікумі, в 1972 році закінчив (заочно) Томський державний університет.
З 1 березня 1965 працював інструктором-куратором підприємств нафтогазового комплексу області. 
З 1 вересня 1966 працює в нафтопромисловому управлінні «Томськнафта» рос. «Томскнефть» і мешкає в селищі Стрежевий. Працював до 1980 оператором, майстром, інженером з дослідження свердловин нафтопромислів і старшим інженером. Обирався головою профкому в Стрежевому, а в листопаді 1981 переїхав у Томськ, де по лютий 1990 працював секретарем Томського обкому працівників нафтогазбудпрофспілки. 
У 1995—2011 працював директором соціального комплексу «Нафтовик» і начальником представництва ВАТ «Томськнафта ВНК». Нині пенсіонер.

## Письменник і журналіст
Член Спілки журналістів РФ з 2002. Автор понад 200 нарисів, оповідань і статей, опублікованих в журналах, альманахах і газетах. З 2008 — власкор журналу «Реальний сектор».
Автор книг
- «Під владою обов'язку (Нариси історії відкриття і освоєння нафтогазових родовищ і будівництва м. Стрежевого в Томській області)» (Томськ, 2006),
- «Ровесник століття. Нариси з історії першого Сибірського політехнікуму. Частина перша (1896—1966 рр.)» (Томськ, 2008),
- «Під владою обов'язку. Нариси історії відкриття і освоєння нафтогазових родовищ Західного Сибіру і будівництва м. Стрежевого в Томській області» (Томськ, 2011).

Готує до видання автобіографічний збірник «Я родом зі Старого Жадового».

## Відзнаки
- Почесний нафтовик Росії,